# Rothenberg (Schnaittach)
Rothenberg war eine Ruralgemeinde und ein Steuerdistrikt im Landgericht Lauf (Rezatkreis, Königreich Bayern).
Mit dem Gemeindeedikt wurde im Jahr 1808 der Steuerdistrikt Rothenberg gebildet. Zu diesem gehörten Eichig, Kersbach, Neunkirchen, Rollhofen, Siegersdorf, Speikern und Weißenbach. Zugleich entstand die Ruralgemeinde Rothenberg mit Sitz auf der Festung Rothenberg. Seit dem Zweiten Gemeindeedikt (1818) bestand die Gemeinde nur noch aus dem Festungsareal. Zu diesem Zeitpunkt gab es 8 Anwesen mit 195 Einwohnern. 1831 erfolgte die Eingemeindung nach Schnaittach.